# Altes Rathaus (Kelheim)

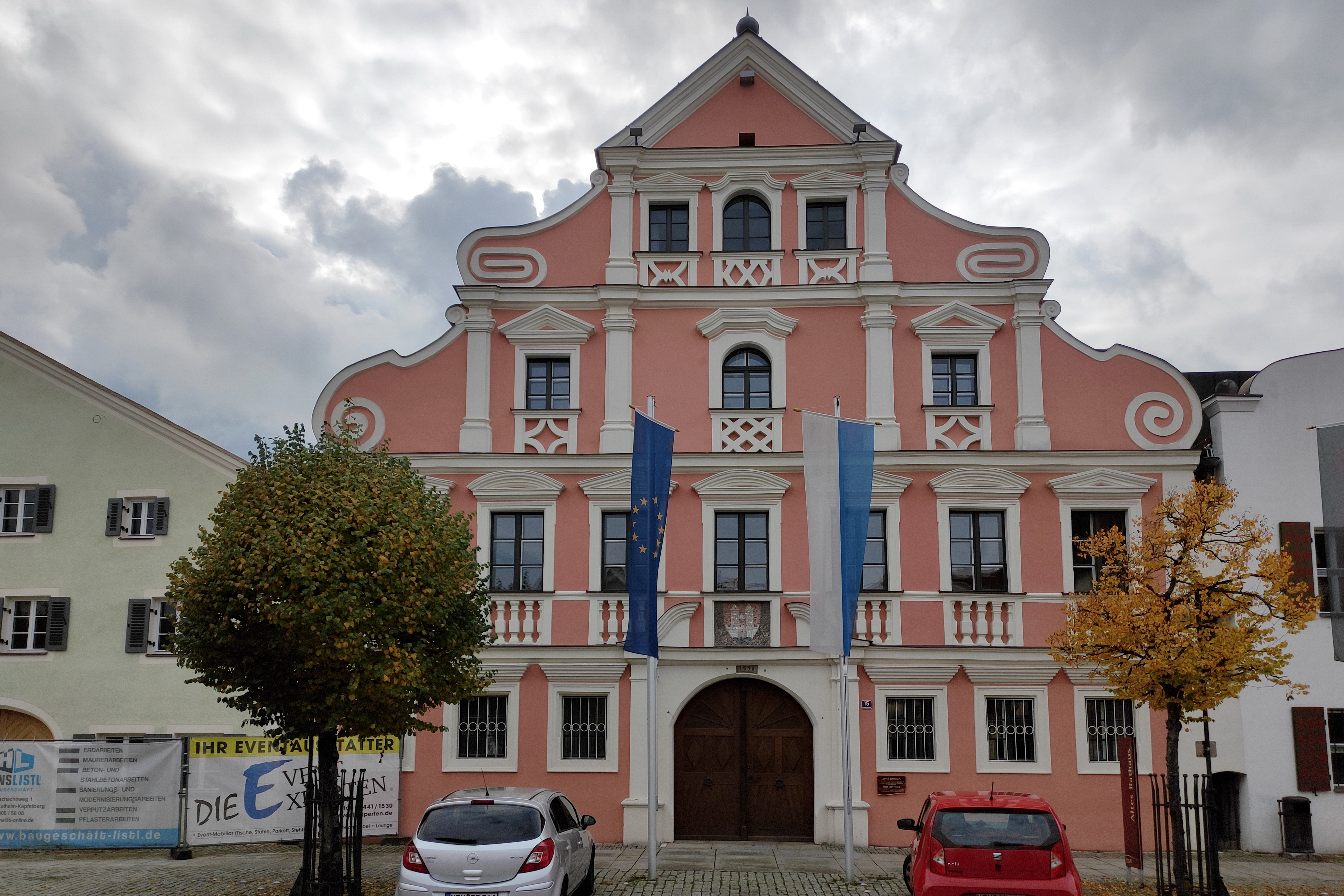
Altes Rathaus in Kelheim

Das sogenannte Alte Rathaus in Kelheim, einer Stadt im niederbayerischen Landkreis Kelheim, wurde 1598 errichtet und in der zweiten Hälfte des 17. Jahrhunderts erneuert. Das frühbarocke Rathaus am Ludwigsplatz 15 ist ein geschütztes Baudenkmal. 
Der zweigeschossige Satteldachbau mit Fensterädikulä und Pilastergliederung hat einen Schweifgiebel mit Volutenmotiven. 
Im Jahr 1912 wurde das alte Rathaus umgestaltet. 